# Pärsti
Pärsti (deutsch: Perst) ist eine ehemalige Landgemeinde im estnischen Kreis Viljandi mit einer Fläche von 210 km². Sie hat 2868 Einwohner (2006).
Pärsti liegt im Zentrum des Landkreises. Neben dem Hauptort Jämejala (236 Einwohner) umfasste die Landgemeinde die Dörfer Alustre (Alstern), Heimtali (Heimthal), Kiini (Kulsenhof), Kiisa (Kisa, Sankt Benedikt), Kingu (Freytagshof), Kookla (Koockel), Laanekuru, Leemeti, Marna (Marne), Matapera (Mettaper, Mattenper), Mustivere, Pinska (Lapinsky), Puiatu (Pujat), Päri (Ningal), Pärsti (Perst), Ramsi (Rams), Raudna, Rihkama, Savikoti, Sinialliku, Tohvri, Turva (Turwen), Tõrreküla, Vanamõisa (Friederichsheim), Vardi (Schwarzhof) und Väike-Kõpu (Klein-Köppo).